# Lincoln's Inn Fields

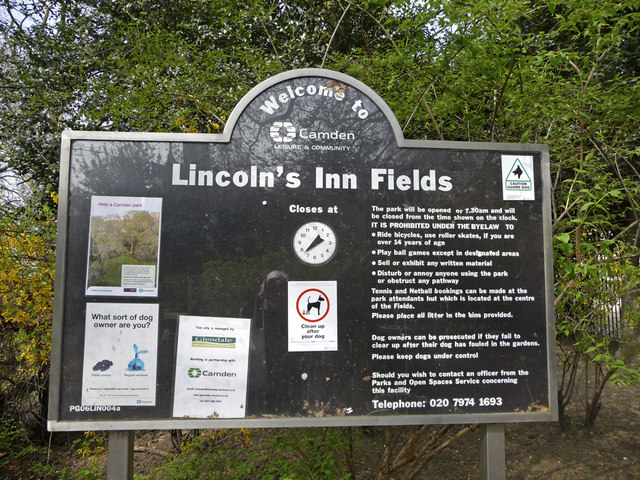
Entrée de Lincoln's Inn Fields

Lincoln's Inn Fields est le plus grand square de Londres (Royaume-Uni). Il comprend plusieurs courts de tennis et espaces verts, ainsi qu’un kiosque à musique et un restaurant. Au nord-est se trouve une statue réalisée par Barry Flanagan. Le square a été aménagé au début du XVIIe siècle à l'initiative de l'entrepreneur William Newton. Le plan initial de l’aménagement et des plantations du square a été dessiné par Inigo Jones et peut être encore consulté à Wilton House.
Les terrains composant le square sont longtemps restés une propriété privée et n’ont été acquis par le London County Council qu’en 1895. Lincoln's Inn Fields est aujourd'hui géré par le district de Camden dont il forme la limite sud avec la Cité de Westminster.
Lincoln's Inn Fields tire son nom de sa proximité avec Lincoln's Inn, l'un des quatre Inns of Court de Londres.

## Voisinage

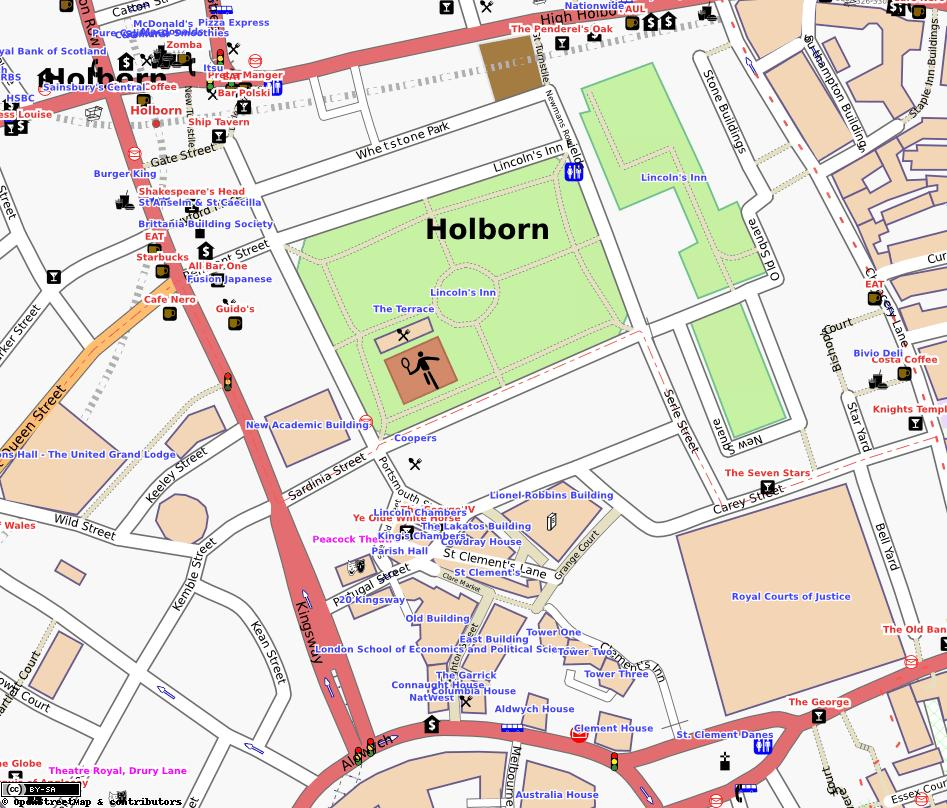
Lincoln's Inn Fields

Sur le côté nord de Lincoln's Inn Fields, au numéro 13, se trouve le musée sir John Soane's, la maison de l'architecte du même nom ; côté sud, on trouve le London Research Institute du Cancer Research UK et le Royal College of Surgeons (contenant la collection de curiosités médicales de John Hunter). Sur le côté ouest du square se trouve la London School of Economics and Political Science (ou LSE).
Les stations de métro les plus proches sont Holborn et Chancery.